# Vänsterfronten
Vänsterfronten (franska: Front de Gauche pour changer d'Europe eller enbart Front de gauche), är en eurokommunistisk, socialistisk och demokratisk socialistisk valallians i Frankrike, grundad 18 november 2008. Den består främst av Franska kommunistpartiet, Parti de gauche och Gauche unitaire. Alliansen tillhör Europeiska vänsterpartiet och dess Europaparlamentariker har suttit i Gruppen Europeiska enade vänstern/Nordisk grön vänster (GUE/NGL). I Europaparlamentsvalet 2009 vann alliansen fem mandat. Partiledare och presidentkandidat är Jean-Luc Mélenchon. Partiet har senare ersatts av La France Insoumise.